# Ernest Chausson
Pour les articles homonymes, voir Chausson (homonymie).
Œuvres principales
- Opéra, Le Roi Arthus, op. 23
- Poème pour violon et orchestre, op. 25
- Concert en ré pour piano, violon et quatuor à cordes, op. 21

Ernest Chausson, né le 20 janvier 1855 à Paris et mort le 10 juin 1899 à Limay, est un compositeur français,,.

## Biographie
Amédée-Ernest Chausson est né à Paris, au 12 rue Pierre-Chausson, passage qui porte le nom de son grand-père paternel, lequel possédait des terrains dans ce 10e arrondissement de la capitale. Du côté de son père, ses ancêtres, originaires de Seine-et-Marne, étaient des maçons, menuisiers, entrepreneurs de bâtiments et de travaux publics qui s'étaient enrichis avec l'expansion de Paris. Du côté de sa mère, les Levreau, on trouve des cultivateurs de l'Oise et un notaire. La richesse bourgeoise de sa famille lui a permis de se consacrer entièrement à la musique.
Ses deux frères aînés étant morts jeunes, il vit une enfance solitaire dans le quartier Saint-Michel. Son éducation est confiée au précepteur Léon Brethous-Lafargue, auteur de romans et de poésies. Il part en vacances à Trouville-sur-Mer, Biarritz, Rome, Londres. Il obtient une licence en droit en mars 1876 et devient avocat-stagiaire en mai 1877. Il fréquente le salon de Berthe de Rayssac à partir de 1875 environ. Il se passionne pour les arts, notamment la littérature, la peinture, et la musique.
Au printemps 1878, sont publiées ses trois premières partitions : Sonatine pour piano à 4 mains, Chanson, et L'âme des bois. Vers la fin de l'année 1878, il commence à suivre des leçons dans la classe de Jules Massenet, au Conservatoire de Paris, d'abord en auditeur libre, puis en tant qu'élève officiel, de fin 1880 à juillet 1881. Pendant les vacances d'été de 1879, il voyage en Allemagne et assiste aux représentations du Vaisseau fantôme et de la Tétralogie de Richard Wagner. Chausson reviendra souvent à Bayreuth, assistant, par exemple, à la création de Parsifal. On dira même que Chausson est un Wagner français, ce qui n'est pas tout à fait vrai. En effet le compositeur écrira lui-même un jour : « Il faut se déwagnériser ». En cet été 1878, il rencontre Vincent d'Indy, qui est alors également en vacances en Bavière, et qui restera un ami très proche. Bien plus tard, ce dernier terminera le quatuor opus 35 de Chausson, pour sa publication posthume. Chausson complète ses études de musique avec César Franck, l'organiste de Sainte-Clotilde. En mai 1881, poussé par Massenet, Chausson passe le concours d'essai pour le Prix de Rome, auquel il échoue.

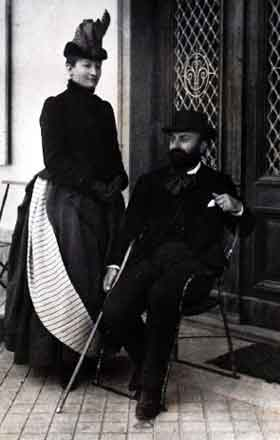
Ernest Chausson et son épouse.

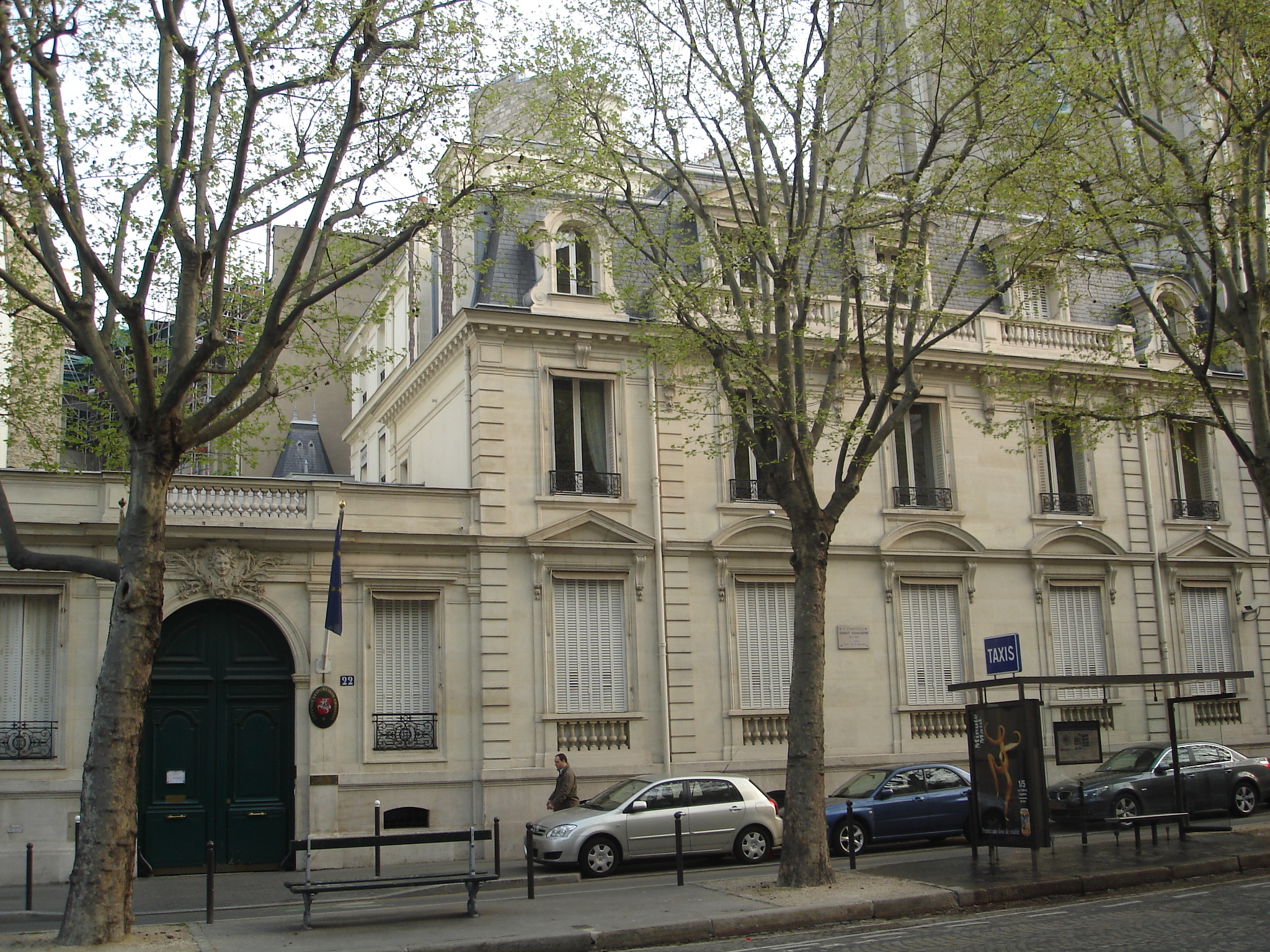
Vue générale de l'hôtel particulier du 22, boulevard de Courcelles.

En mai 1882, Ernest Chausson participe à la création de l'Union des jeunes compositeurs, mais cette association ne dure pas, et Chausson rejoint bientôt la Société nationale de musique (SNM), qui présentera ses mélodies de l'opus 2, le 23 décembre 1882.
Il épouse Jeanne Escudier le 19 juin 1883, à la mairie du 8e arrondissement ; ils auront cinq enfants. Ernest Chausson sera très heureux dans sa vie familiale. Albert Besnard exécutera en 1891 un portrait du couple.
Il est devenu, par les deux sœurs de son épouse, beau-frère de l'artiste peintre Henry Lerolle et de l'industriel et mécène Arthur Fontaine, ce qui lui permettra d'élargir le cercle de ses relations artistiques. Sa fille Marianne soignera et épousera le mathématicien Gaston Julia, grand blessé de guerre[réf. souhaitée].
Avec ses amis musiciens d'Indy, Husson, et Duparc, il donne un nouvel élan aux Concerts populaires de Jules Pasdeloup, en s'engageant artistiquement et financièrement.

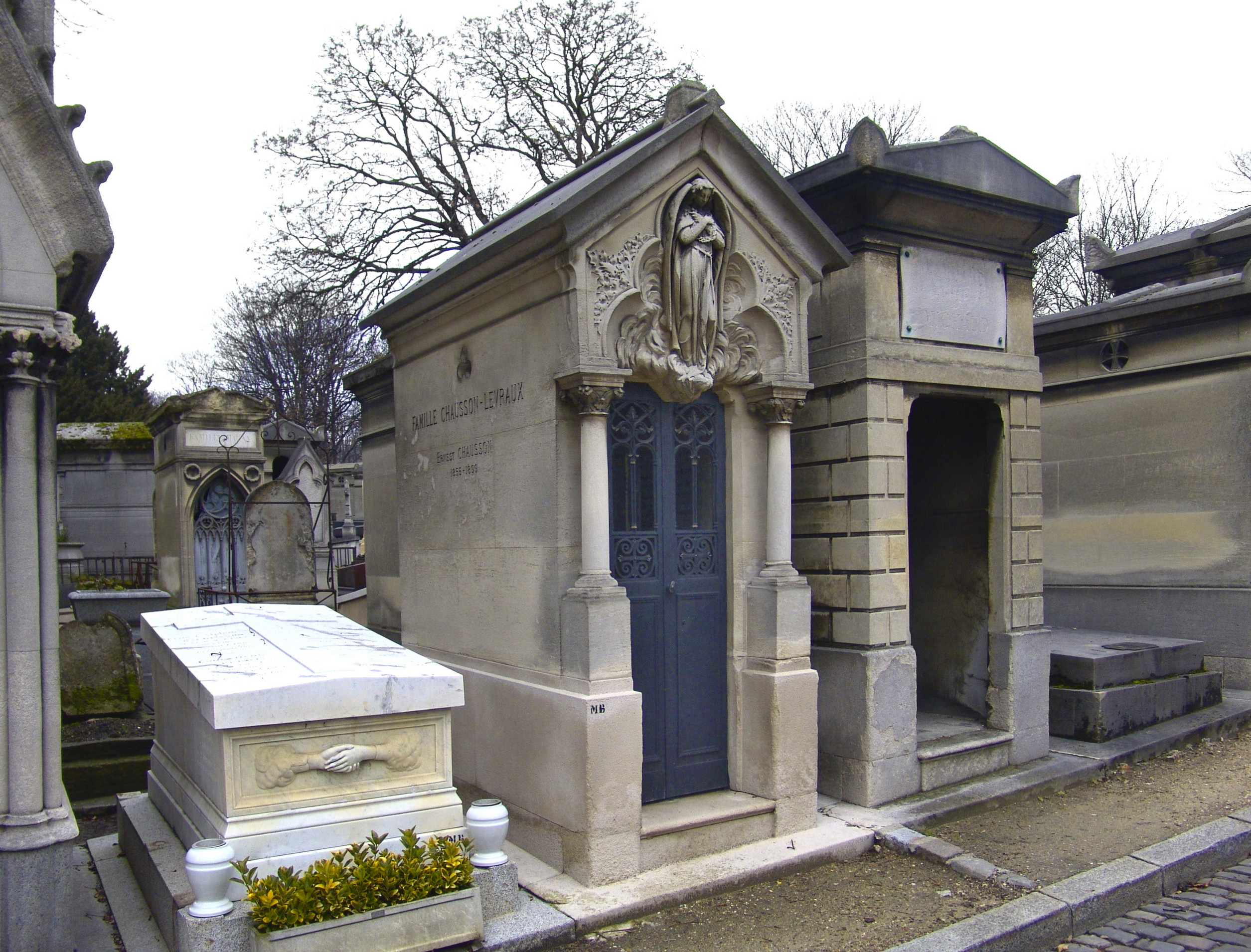
Chapelle funéraire d'Ernest Chausson au cimetière du Père-Lachaise, Paris.

En novembre 1886, lors d'une assemblée de la SNM, Franck, d'Indy et Chausson poussent à la démission Saint-Saëns et Romain Bussine. Chausson en devient secrétaire, et prend ce rôle très à cœur, écrivant un volumineux courrier et apportant son soutien financier. Il reçoit chez lui, dans son hôtel particulier du 22 boulevard de Courcelles, nombre d'artistes majeurs de son temps, notamment Paul Dukas et Claude Debussy, avec qui il se lie d'amitié, ainsi que le peintre Eugène Carrière, qui réalise un portrait de famille que le compositeur placera dans son cabinet de travail, au-dessus de son piano. C'est à deux autres peintres, Maurice Denis et Odilon Redon, qu'il confie la décoration de sa demeure.
Chausson compose des œuvres courtes, telles que des chansons, et aussi des œuvres plus longues, telles que sa symphonie en si bémol majeur, et surtout un opéra, Le Roi Arthus, dont il rédige aussi le livret en 1885-1886, et dont la partition lui demandera sept années d'efforts, de 1887 à 1894.
Le 10 juin 1899, à Limay, il tombe de vélo et sa tête heurte un mur. Il succombe d'une fracture du crâne,. Il avait 44 ans. Son Quatuor à cordes était presque terminé. Il est inhumé au cimetière du Père-Lachaise, division 67, chemin Hautoy.

## Œuvres principales
Ernest Chausson laisse environ 75 œuvres. Un article donne la liste complète des œuvres d'Ernest Chausson. Relativement modeste, elle comprend 39 numéros d’opus et 24 œuvres sans numéro d’opus. Parmi les plus connues, citons :
- Poème pour violon et orchestre, op. 25.
- Son unique symphonie, la Symphonie en si bémol majeur, op. 20.
- Son unique opéra, Le Roi Arthus, op. 23, représenté pour la première fois le 30 novembre 1903 au Théâtre Royal de la Monnaie à Bruxelles.
- Poème de l'amour et de la mer, pour voix et orchestre, op. 19.
- Concert en ré pour piano, violon et quatuor à cordes, op. 21.
- Chanson perpétuelle, pour voix (soprano), piano et quatuor à cordes (sur un poème de Charles Cros, 1898), op. 37.

Chausson laisse quelques très belles œuvres de musique de chambre : un quatuor avec piano, un trio, un quatuor à cordes, et deux œuvres au format inhabituel, avec quatuor à cordes, piano et un autre instrument soliste : le violon (Concert) ou la voix (Chanson perpétuelle) ; il avait prévu d'autres œuvres sur ce modèle, mais sa mort accidentelle l'a empêché de les réaliser,,.

## Discographie
- La Symphonie en si bémol majeur, par l'Orchestre symphonique de San Francisco sous la direction de Pierre Monteux (RCA).
- Le Poème pour violon et orchestre, par David Oïstrakh et le Orchestre symphonique de Boston sous la direction de Charles Munch (RCA).
- Poème pour violon et orchestre par Christian Ferras et l'Orchestre National de Belgique, dirigé par Georges Sébastian ( Decca puis DG, 1953 )
- L'Œuvre pour piano, par Xavier Bouchaud (Cassiopée), (première intégrale sur disque, avec sept inédits).
- Le Poème de l'amour et de la mer, par Irma Kolassi et l'Orchestre philharmonique de Londres sous la direction de Louis de Froment (Decca).
- La Symphonie en si bémol majeur, le Poème pour violon et orchestre et Viviane, par Laurent Korcia et l’Orchestre symphonique et lyrique de Nancy sous la direction de Jérôme Kaltenbach, enregistrement du 17 au 20 septembre 1996 à la Salle Poirel (NAXOS).
- quatuor avec piano, Quatuor Elyséen Arion